# Elaphoglossum sprucei
Elaphoglossum sprucei là một loài thực vật có mạch trong họ Lomariopsidaceae. Loài này được (Baker) Diels mô tả khoa học đầu tiên năm 1899.